# Градара
Града̀ра (на италиански: Gradara, на местен диалект Gradèra, Градера) е малко градче и община в Централна Италия, провинция Пезаро и Урбино, регион Марке. Разположено е на 142 m надморска височина. Населението на общината е 4764 души (към 2010 г.).